# Czamara

Áo Czamara chụp trong Bảo tàng quốc gia ở Krakow

Czamara là tên một loại quần áo truyền thống của Ba Lan (số nhiều gọi là czamary), cái tên Czamara được cho rằng có nguồn gốc từ lông cừu hoặc lông dê - vật liệu để làm ra chiếc áo này. Trong tiếng Anh, trang phục này được gọi là áo khoác Cracow hoặc áo khoác Kraków. (Cách gọi của nó trong các thứ tiếng khác như tiếng Tây Ban Nha: zamarra, tiếng Pháp: chamarre, tiếng Đức: Tschamarre, tiếng Ả rập: samur – áo lông) Trang phục này là một loại trang phục truyền thống của nhà nước Thịnh vượng chung Ba Lan và Litva. Nó được mặc từ những năm của thế kỷ 16 ở Thổ Nhĩ Kỳ và lan truyền vào nhà nước Ba Lan và Litva qua Hungary. Ban đầu nó được mặc chủ yếu bởi các mục sư và đến thế kỷ thứ 18 thì trở thành trang phục phổ biến của giai cấp tư sản (không phải quý tộc). Đến thế kỷ thứ 19, czamara trở thành trang phục truyền thống của Ba Lan.
Trái ngược với áo khoác kontush thường được mặc bởi giới quý tộc, czamara là trang phục gắn liền với giai cấp tư sản. Nó giống như áo khoác kontush của quý tộc, nhưng không sặc sỡ bằng và không có tay áo xẻ tà. Chiếc áo có các vòng lụa dùng để buộc chặt ở đằng trước và các cúc áo bọc bằng vải lụa được trang trí theo phong cách trang nhã. Loại trang phục này có ý nghĩa đặc biệt trong Khởi nghĩa tháng Giêng bởi vì đây là trang phục mà nghĩa quân đã sử dụng. Vào năm 1861, hai năm trước khi cuộc khởi nghĩa bùng lên, Kazimierz Chłędowski đã viết: "Đây là thời khắc để thể hiện tình yêu dân tộc bằng việc mặc những chiếc áo truyền thống". Chiếc áo này thường được mặc bởi giới yêu nước, đặc biệt là những người tri thức trẻ. Một phần giúp chiếc áo này trở nên phổ biến ở Ba Lan thời bấy giờ là do giá của nó cũng rẻ hơn nhưng trang phục truyền thống sang trọng khác của giới quý tộc.